# Louise/Louiza
Louise/Louiza – stacja metra w Brukseli, na linii 2 i 6. Zlokalizowana jest pomiędzy stacjami Hôtel des Monnaies/Munthof i Porte de Namur/Naamsepoort. Została otwarta 2 października 1988.